# Rickenellaceae
Rickenallaceae Vizzini – rodzina grzybów należąca do rzędu szczeciniakowców (Hymenochaetales).

## Systematyka
Pozycja w klasyfikacji według Index Fungorum: Rickenellaceae, Hymenochaetales, Agaricomycetidae, Agaricomycetes, Agaricomycotina, Basidiomycota, Fungi.
Według aktualizowanej klasyfikacji Index Fungorum bazującej na Dictionary of the Fungi do rodziny tej należą rodzaje:
- Alloclavaria Dentinger & D.J. McLaughlin 2007
- Atheloderma Parmasto 1968
- Bryopistillaria Olariaga, Huhtinen, Læssøe, J.H. Petersen & K. Hansen 2020
- Contumyces Redhead, Moncalvo, Vilgalys & Lutzoni 2002
- Cotylidia P. Karst. 1881 – czarkówka
- Globulicium Hjortstam 1973
- Peniophorella P. Karst. 1889
- Resinicium Parmasto 1968 – ząbkówka
- Rickenella Raithelh. 1973 – spinka
- Schizocorticium Sheng H. Wu 2021[2].

Nazwy polskie według W. Wojewody z 2003 r.